# Santo Domingo Yanhuitlán
Santo Domingo Yanhuitlán là một đô thị thuộc bang Oaxaca, México. Năm 2005, dân số của đô thị này là 1472 người.